# Michael Jones (chanteur)
Pour les articles homonymes, voir Jones et Michael Jones.
 (mars 2013).
Si vous disposez d'ouvrages ou d'articles de référence ou si vous connaissez des sites web de qualité traitant du thème abordé ici, merci de compléter l'article en donnant les références utiles à sa vérifiabilité et en les liant à la section « Notes et références ».
Michael Jones, né le 28 janvier 1952 à Welshpool (pays de Galles), est un chanteur et guitariste gallois.

## Biographie
Le 6 juin 1944, John Merick Jones, un soldat officiellement âgé de 18 ans engagé dans l'armée alliée, débarque en Normandie sur la plage de Colleville-sur-Orne en qualité de sapeur du génie au sein du Royal Engineers. À Caen, il rencontre Simone Lalleman, originaire de Villebaudon  dans la Manche. Ils se marient peu après à Paris, mais cette union avec un Gallois provoquera la déchéance de la nationalité française pour la jeune Normande. De plus, le père de Michael Jones, étant engagé pour neuf ans dans l’armée britannique, est ensuite basé en Allemagne. La mère du futur chanteur, enceinte, part alors avec sa propre mère au pays de Galles où Michael nait le 28 janvier 1952. Celui-ci viendra dans la Manche à l'été 1971 à 19 ans, avec sa mère, pour voir sa famille maternelle, avec une Ford Anglia (la même voiture qu'Harry Potter) à moteur Lotus qu’il avait modifié lui-même. À cette occasion, alors que la fête Saint-Anne est célébrée, Michael Jones rencontre des musiciens. Il les suit et passe toutes ses vacances avec eux. Finalement, il reste en France, pensant y vivre une année sabbatique alors qu'il est étudiant pour devenir ingénieur en mécanique au Pays de Galles avec comme objectif d'aller travailler chez Ford Sport, l’automobile étant sa deuxième passion. Il reste ainsi vivre en Normandie et s'installe à Villers-Bocage, près de Caen.
Il a deux frères plus jeunes.

### Michael en groupe
En 1966, au pays de Galles, il monte son premier groupe : Urban District Council Dib Dob Band, un groupe de reprises de chansons rock de l'époque.
Il joue en tant que guitariste-chanteur dans le groupe normand Travert & Cie qu'il rencontre lors d'une fête en 1971 à Saint-Hilaire-du-Harcouët dans la Manche et avec lequel il va jouer jusqu'en 1979 et écumer toute la Normandie. Avec ce groupe, il sort un 45 tours Charter sous la mer (1972) dont Michael a coécrit la face B. De 1979 à 1983, toujours en Normandie, il participe au groupe BUDDY C.
Il intègre ensuite le groupe Taï Phong comme guitariste après avoir passé une audition. À ce moment, Jean-Jacques Goldman est obligé par contrat d’écrire un dernier album avec Taï Phong. Par conséquent, le chanteur ne souhaite pas partir en tournée. C'est ainsi que le Gallo-Normand le remplace au chant, et les deux deviennent alors très proches. En 1978, sort le premier 45 tours Cherry de Taï Phong avec Michael, puis le 33 tours Last flight (1979) sur lequel se trouve le titre How Do You Do écrit et composé pour sa fille Jennifer, née deux ans plus tôt. Il signe également le titre Thirteenth space.
Michael joue également en même temps dans le groupe toulousain Week-End Millionnaire avec Lance Dixon et Jean-François Gauthier qui deviendront par la suite musiciens de Jean-Jacques Goldman durant de nombreuses années. Ils sortent le single French music par excellence (1979).
En 1980, à la séparation de Taï Phong, Michael monte un nouveau groupe Gulfstream avec lequel il sortira le 45 tours For Daniel (1981).
À l'été 2006, Michael termine sa tournée de l'album Prises et Reprises et monte un nouveau groupe El Club avec Gildas Arzel, Erick Benzi et Christian Séguret. Le groupe sortira son album en 2007. Ils sillonneront les quatre coins de France pendant 2 ans.

### Michael avec Jean-Jacques Goldman et Carole Fredericks
Michael est resté très ami avec Jean-Jacques Goldman depuis leur première rencontre et commence à travailler avec lui lors de son troisième album solo Positif (1984). Ils ne se quitteront plus. Michael l'accompagne alors lors du Positif Tour.
En 1985, Michael coécrit les paroles de la chanson Je te donne, en duo avec Jean-Jacques et qui sera un véritable tube, n° 1 du Top 50 durant huit semaines. Cette chanson fait partie de l'album Non homologué de Goldman. Michael participera aux chœurs des chansons Délires schizo-maniaco-psychotiques et Pas toi.
En 1987, Michael participe à neuf titres de l'album Entre gris clair et gris foncé et à la tournée Traces. Il enchante le public notamment lors de ses solos, et en particulier celui de Peur de Rien (blues).
En 1988, il signe le texte de la chanson Brother, interprétée par Carole Fredericks, B.O du film L'Union sacrée d'Alexandre Arcady.
En 1990, Jean-Jacques et Michael signent la B.O du film Pacific Palisades de Bernard Schmitt. Fin 1990, il signe le début du trio Fredericks Goldman Jones qui sortira deux albums studio et deux albums live.
En 1997, Michael participe à l'album En passant sur le titre On ira sur lequel il fait les chœurs et la guitare électrique. Il participe à la Tournée En Passant 1998.
En 2001, il participe au dernier album de Jean-Jacques Goldman. Il y interprète le canon Ensemble en compagnie de Jean-Jacques, Maxime Le Forestier et Gérald de Palmas et qui sera le premier single extrait de l'album. S'ensuit une tournée de cent-vingt-cinq dates dans toute la France. Il assure la post-production de l'album live de la tournée Un Tour Ensemble.

### Michael et Johnny Hallyday
En 1987, il compose la partie anglaise des paroles de la chanson J'oublierai ton nom qui est interprétée par Carmel.

### Michael en solo
En 1984, Jean-Jacques signe les paroles de son premier titre 45 tours Viens. La face B Pas besoin de permis est signée par Michael.
En 1986, lors de la tournée de l'album Non homologué, Michael présente son nouveau 45 tours Guitar Man. Devant l'enthousiasme du public, Michael se décide à sortir son premier 33 tours solo Michael Jones and the Swinglers qui ne bénéficie pas d'une couverture médiatique suffisante pour se faire connaître d'un large public. Ce vinyl est aujourd'hui très prisé des collectionneurs[réf. souhaitée]. Il en sortira deux 45 tours Father Earl / Face B Promise et How Could I See / Face B Hey Mister.
En 1993, Michael sort sa première compilation 83-93, qui comporte huit titres dont trois inédits.
En 1997 sort son premier album en français A consommer sans modération. Les titres sont signés de lui-même ainsi que de Fred Kocourek, Jacques Veneruso, Gildas Arzel, Erick Benzi et Michel Deshays, à qui l'on doit les paroles du Blues du piano bar. Michael part en tournée avec sa propre formation composée de Meivelyan Jacquot puis Michel Cousin à la batterie, Jacky Mascarel au clavier et à la guitare et Claude Le Péron à la Basse. Michel Deshays en assure la première partie. Cette tournée se divise en deux parties : la première d'une quinzaine de dates dans les pianos bar de France et la deuxième qu'il reprend après la fin de la tournée de Jean-Jacques et qu'il nommera En Repassant en clin d'œil à celle-ci.
En 2004 sort l'album Prises et Reprises, mélangeant le folk, le blues et le rock. Les chansons sont signées Jean-Jacques Goldman, Francis Cabrel, Gildas Arzel, Jacques Veneruso, Fréd Kocourek, Émile et Images et par lui-même. Michael rend hommage à Carole Fredericks disparue trois ans plus tôt avec la chanson Un dernier blues pour toi. Il repart sillonner les routes de France, toujours accompagné de ses musiciens. De 2004 à 2006, Michael devient professeur / répétiteur et juge dans l'émission Star Academy.
En 2006, il part en tournée avec la harpiste Cécile Bonhomme, pour une série de concerts en duo acoustique Harpe/Guitare/voix
En 2008, la tournée d'El Club se termine. Michael entame une nouvelle tournée solo avec de nouveaux titres et avec une nouvelle formation composée de Christophe Bosch à la basse, Fred Diego Alphonsi à la batterie et Christian Séguret à la guitare, dobro et violon.
Il reçoit des mains du sculpteur français Alain Longet et Musicbox la Guitare d'Or couronnant son œuvre au Parc à Beauvais lors d'un grand concert Rock en 2008.
Le 8 juin 2009 sort l'album Celtic Blues. Le 9 juillet 2011, après 3 années de tournée sort l'album live de la tournée Celtic Blues. À l'été 2012, Jacky Mascarel (clavier, guitare) remplace Christian Séguret. Le Celtic Blues Tour s'achève au mois de décembre 2012 par le concert filmé de la tournée. Elle aura duré en tout plus de 4 ans.
Le premier extrait de l'album 40-60 sorti le 28 octobre 2013, est une version acoustique inédite de sa chanson Je te donne en duo avec Jean-Jacques Goldman. Début 2017 sort son Best Of, Au Tour De, qui reprend des titres de différents albums solos, ainsi que des duos avec Francis Cabrel et Jean-Jacques Goldman.
Outre ses participations récurrentes aux concerts et tournées des Enfoirés depuis les années 90 (il est désormais le plus ancien de la troupe), Michael Jones tourne intensément en France et en Europe, enchaînant concerts et festivals à travers l'hexagone. Durant ses concerts, il rend fréquemment hommage à Jean-Jacques Goldman, reprenant non seulement leur tube commun Je te donne, ou encore les titres issus de la période Fredericks, Goldman, Jones, mais aussi des tubes de Goldman en solo, notamment via un medley de ses chansons les plus emblématiques. Il a également participé à plusieurs émissions télé saluant la carrière et les chansons de Goldman.
Il fait don de sa guitare à une inconnue dans le public le 20 janvier 2020 à la fin du concert des Enfoirés, expliquant son possible départ de la troupe.
En 2021, la pandémie de Covid-19 provoque l'annulation de tous les concerts de Michael Jones et son groupe. Pour s'occuper et en solidarité avec les milieux des musiciens et de la restauration, il crée et autoproduit la web-émission Confiture sur sa chaîne YouTube,. La même année, il décide de quitter la troupe des Enfoirés. 

### Confiture
Sur sa chaîne YouTube, Michael Jones diffuse depuis le 28 janvier 2021 ses Jam sessions sous le nom de "Confiture". «Pour moi, il était essentiel de faire travailler mon équipe et rester dans le coup et du coup, l’idée d’associer deux des professions les plus touchées [par la pandémie de Covid-19], les restaurateurs et les musiciens, dans un talkshow musical, où l’on écoute et surtout on joue en direct de la bonne musique tout en s’offrant un dîner de chef cuisiné sur place, est venue à point.»

## Participations et associations
Michael a participé aux albums de très nombreux artistes comme Jean-Jacques Goldman, Johnny Hallyday, Liane Foly, Natacha St Pier, Florent Pagny, Carole Fredericks, Phil Fasan, Joe Cocker, Lââm, Fred Blondin, Sellig et Hugues Aufray.
Michael œuvre également pour de nombreuses associations :
- De 1989 à 2021 sauf en 1995,1998 et 2003: la tournée des Enfoirés.
- 2005 : le single Et puis la terre qui a permis de récolter des fonds pour les victimes du tsunami.
- 2008 et 2010 : deux concerts à l'Olympia avec le groupe Rockaway pour l'Association européenne contre les leucodystrophies.
- Parrain de l'association Huntington avenir qui organise tous les ans un « Foot Concert » à Lyon.
- Parrain de l'association Lo Camin Del Sol qui aide les enfants atteints de cancers à sortir de leur quotidien et à se battre contre la maladie.
- 2008 et 2012 : les singles Parle, Hugo Parle et Je Reprends ma route pour l'association Les voix de l'enfant.
- 2012 : un petit concert aux étudiants en première année de la faculté de médecine Lyon Sud Charles Mérieux.
- 2012 : l'émission Tous ensemble sur TF1 dans le cadre d'un chantier qui se déroule dans la région Rhône-Alpes, dans laquelle il réside.
- 2013 : le concert annuel des 1000 choristes des Fous Chantants d'Alès rendant hommage à Jean-Jacques Goldman, en compagnie de Christophe Willem.
- 2014 : Parrain du festival Rock'n'Patate qui fait la part belle aux jeunes ou moins jeunes groupes qui composent leur propre musique et qui écrivent leurs textes en français. Festival qui met l'accent sur le respect de l'environnement et les productions locales.
- 2017 : concert le 24 mars à Chanac en Lozère lors du festival Sing and Friends organisé par l'école privée du village.
- mai 2017 : concert à Bois-Colombes pour le départ à la retraite de son ami Alain Gillier
- 2018 : concert le 27 janvier 2018 lors de la Fête de la Saint-Vincent tournante à Prissé dont il est le parrain[10]. Les bénéfices de cette fête vineuse de Bourgogne vont au Restos du Cœur. Il est également intronisé Chevaliers du Tastevin par la Confrérie des chevaliers du Tastevin[11].
- 2018 : concert le 10 mai 2018 pour le centenaire du lycée agricole de Cibeins (Misérieux, Ain).
- 2018 : concert le 23 juin 2018 à Salon-de-Provence, place Morgan pour les Kiwanis days.
- 2020 : il enregistre en duo avec Hugues Aufray une nouvelle version de Stewball qui sort en juillet sur l'album Hugues Aufray - Autoportrait.

- Michael s'est produit trois années consécutives (les dimanches 24 juillet 2011, 22 juillet 2012 et 28 juillet 2013) à Tronget lors de la fête de la ville.
- 2020 : concert le 1er octobre 2020 de soutien aux victimes de l’explosion à Beyrouth.

## Discographie personnelle
- Au tour de (6 janvier 2017)
- 40-60 (28 octobre 2013)
- Celtic Blues live (2011)
- Celtic Blues (2009)
- El Club (2007)
- Prises et Reprises (2004)
- À Consommer sans modération (1997)
- Du New Morning au Zenith (1994)
- Michael Jones 83-93 (1993)
- Rouge (1993)
- Sur Scène (1992)
- Fredericks Goldman Jones (1990), en trio avec Carole Fredericks et Jean-Jacques Goldman
- Michael Jones and the Swinglers (1987)
- Guitar Man (1986) (single)
- Viens (1984) (single)
- Father Earl (single)
- Gulfstream (1981) (single)
- Last Flight (1979) (single)
- Travert & Cie (1972)

## Publication
En 2021, il publie son autobiographie Mes plus belles chances co-écrite avec Stéphane Basset, parue chez Robert Laffont. La préface est signée Jean-Jacques Goldman.